# نوكيا لوميا 735
نوكيا لوميا 735 هو هاتف ذكي من نوكيا ضمن سلسلة لوميا يعمل بنظام ويندوز فون تم الكشف عنه عام 2014، تم طرحه في الأسواق في 2014.

## الخصائص
- نظام التشغيل: ويندوز فون 8.1
- الكاميرا الأمامية: 5 ميجا بكسل
- الكاميرا الخلفية: 6.7 ميجا بكسل
- الوزن: 134
- المعالج: رباعي النواة 1.2 جيجا هرتز
- الذاكرة: 8 جيجا
- التخزين: يصل إلى 128 جيجا

## التوفر
يتوفر بلون البرتقالي والأخضر والأبيض والأسود